# Mendělejevův tank
Mendělejevův tank je označení pro projekt super těžkého tanku, vyvinutý inženýrem Vasilijem Dmitrijevičem Mendělejevem, nejmladším synem Dmitrije Ivanoviče Mendělejeva. Byl vyvinut v letech 1911–1915. Projekt obsahoval velké množství původních návrhových řešení a inovací, ale nebyl pro nezájem ruské vlády realizován.

## Historické podmínky
První světová válka se stala technickou laboratoří pro konstruktéry obrněných vozidel všech zúčastněných zemí. Pro zákopový charakter vedení války i pro vyšší technickou úroveň západních velmocí se první samohybní obrněnci objevili nejprve na západní frontě. Velení německé a ruské armády neprojevovalo o podobné zbraně zájem až do nasazení anglických tanků Mark I. Němci dokázali odpovědět až na konci války tankem A7V, nepružnost ruské administrativy spolu s politickými změnami odsoudily snahy ruských konstruktérů do podoby předvýrobních prototypů či pouhé výkresové dokumentace. Prototyp samohybné houfnice s koly o průměru 9 metrů, nazývané Car tank, zůstal nepojízdný v bahně, nadějný vývoj obrněného vozu Vezděchod započatý v roce 1915 přešel v roce 1917 v jednání o dovozu francouzských tanků. Mezi neuskutečněné projekty patřil i návrh Vasilije Dmitrijeviče Mendělejeva.
Na projektu začal Vasilij Dmitrijevič pracovat již před válkou a návrh spolu se zajištěním výroby předložil komisi ministerstva války dne 16. srpna 1916 v továrně na pásová vozidla v Rybinsku. Proto se někdy tank označuje názvem Rybinsk. Lze se setkat i s názvem Broněchodec, který používal i sám tvůrce. Jednoznačné pojmenování tanku neexistuje, název Rybinsk se může střetávat s označením jiných výrobků rybinského závodu, stejně jako s názvem pozdější dvacetitunové zmenšeniny původního návrhu.
Na bojištích východní fronty první světové války nebyly žádné tanky nasazeny a politický vývoj v Rusku projekty na jejich využití zastavil. Autor projektu zemřel v roce 1922.

## Technické parametry

### Rozměry a hmotnosti
Zbraň byla vyvinuta lodním inženýrem s ohledem na převažující dopravu po železnici. Z toho plynou i základní rozměrové charakteristiky. Stroj vzhledem připomínal krytý železniční vagón a pancéřováním válečnou loď. Šířka 4,4 m odpovídala propustnosti železničních tratí, výška 4 m a délka těla bez hlavně 10 m pak dokreslují logický tvar. Nýtovaný plášť byl na bocích a zadní stěně tvořen 4palcovým (100 mm) pancířem. Přední čelo chránil 6palcový (150 mm) pancíř a střecha byla silná 3 palce (76 mm).  Stěna zatažitelné kulometné věže válcového tvaru byla 8 mm. Hmotnost samotného pláště pak vycházela na 86–87 tun.
Celková délka zbraně včetně hlavně byla 13 m a váha plně vyzbrojeného obrněnce 173,2 t.

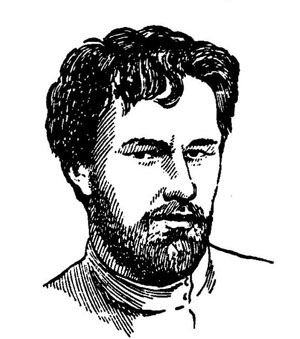
Vasilij Dmitrijevič Mendělejev

### Pohyb
Pásový pohyb zajišťovala čtyři napínací pětiúhelníková kola, z nichž horní zadní bylo pohonné. Šest pojezdových kol malého průměru bylo zavěšeno na pneumatických tlumičích, které byly schopny vzduch vypouštět do stavu úplného sesednutí pláště na zem. Pneumatický systém rovněž dokázal udržovat během jízdy stroj v horizontální poloze.
Jako pohonná jednotka byl zvolen karburátorový, vodou chlazený motor z ponorky o výkonu 250 koňských sil. Motor byl umístěn v zadní části a jeho start zajišťoval tlakový vzduch. Rychlost na pevném povrchu byla odhadována na 25 km/h a dojezd kolem 50 km.
Převod výkonu měla zajistit čtyřstupňová převodovka s jedním zpátečním stupněm, činnost třecí spojky měl opět zajistit stlačený vzduch.
Autor projektu zamýšlel pohyb po železnici jako prioritní a vyvinul návrh podvozků zajišťujících tlak na nápravy, snesitelný únosnosti traťového spodku i svršku. Vyřešen byl pohyb pomocí lokomotivy i vlastními silami.  

### Výzbroj a osádka
Hlavní zbraní byl osvědčený 120mm kanón francouzského konstruktéra Gustava Caneta vyráběný v Petrohradě v Obuchovských závodech. Tento typ zbraně byl široce rozšířený v ruském loďstvu. Dělo bylo vybaveno zákluzovým systémem, střelba by navíc byla realizována pouze při sesednutí pláště tanku na zem. Zásobování výbušnými střelami o hmotnosti 20,5 kg zajišťoval pneumatický podavač umožňující vysokou rychlost palby. V případě poruchy podávacího systému bylo možné obsluhovat dělo ručně. Střelba byla možná v úhlu +-16 o.
Podpůrnou zbraní byl otočný kulomet Maxim ráže 7,62 mm, schopný palby v úhlu 360 o. V případě střetu s těžkým dělostřelectvem mohla být celá kulometná střílna zasunuta.
Osádku tvořilo 8 osob: velitel, mechanik, řidič, zaměřovač, kulometčík a tříčlenná obsluha děla. V době bez ohrožení se řidič orientoval výhledem ze střechy vozidla díky střešnímu poklopu, v případě boje pomocí štěrbinových průzorů.

## Hodnocení
V projektu se projevily po otci zděděné vlastnosti od širokého rozhledu po detailní preciznost. Návrh byl rozpracován do detailů umožňujících okamžitou výrobu prototypu v loděnicích. Kromě některých elektrosoučástí mohl být tank vyráběn pomocí vlastních zdrojů. Velkorysost pneumatického systému nalezla následovatele až po desetiletích. Princip spuštění těla tanku na zem před střelbou byl využit u německé samohybné houfnice Karl až v roce 1940. Pneumatické odpružení se objevilo na konci druhé světové války u britských lehkých tanků Harry Hopkins.  
Po spuštění na zem by se zbraň stala pro pozemní síly nedobytnou pevností, naopak žádný pozemní cíl nebyl pro 120mm dělo nezničitelný. Tank by byl vyřazen z provozu pouze přímým zásahem střelami velkých válečných lodí (přes 203 mm). Odolnost byla vykoupena vysokou hmotností, autor však dokázal do roku výkresy překreslit do návrhu dvacetitunové zbraně.
Pro svůj světový věhlas i přímou povahu měl Vasilijův otec Dmitrij Ivanovič mnoho nepřátel. Když v roce 1915 zemřel vlivný Mendělejevův zastánce Sergej Witte, nebylo u vládních složek jméno Mendělejev přínosem, ale spíš přítěží.  